# 名鉄病院
名古屋鉄道健康保険組合名鉄病院（なごやてつどうけんこうほけんくみあいめいてつびょういん）は、愛知県名古屋市西区栄生二丁目26番11号の栄生駅前にある名古屋鉄道系の病院である。名古屋鉄道健康保険組合の直営として運営されている。
栄生駅と直結しており、同駅には「名鉄病院前」という副称が駅名標に付記されている。また、名鉄看護専門学校が当院内に併設している。

## 沿革
- 1956年（昭和31年） - 名古屋鉄道健康保険組合の経営による名鉄病院を開設[広報 1]。
- 1957年（昭和32年） - 労災保険指定病院の指定を受ける[広報 1]。
- 1958年（昭和33年） - 総合病院の認可を受ける[広報 1]。
- 1968年（昭和43年） - 臨床研修病院の指定を受ける[広報 1]。
- 1983年（昭和58年） - 生活保護法の医療機関の指定を受ける[広報 1]。
- 1989年（平成元年） - 2号館が完成し、使用開始する[1]。
- 1991年（平成3年） - 地域医療機関との病診連携を開始する[広報 1]。
- 1993年（平成5年） - 国内最大級の無菌病棟を開設[広報 1]。
- 2001年（平成13年） - 3号館が完成し、使用開始する[1]。
- 2015年（平成27年）
  - 9月24日 - 新1号館で診療を開始[2]。
  - 10月 - 旧1号館の解体工事を開始[2]。

## 診療科・診療補助
- 内科
  - 総合内科[広報 2]・第二内科
  - 神経内科[広報 2]
  - 循環器科
  - 呼吸器科[広報 2]
  - 消化器科[広報 2]
  - 血液内科[広報 2]
  - 内分泌代謝科[広報 2]
  - 腎臓内科[広報 2]
- 精神神経科
- 小児科[広報 2]
- 外科[広報 2]
- 整形外科[広報 2]
- 脳神経外科[広報 2]
- 婦人科[広報 2]
- 皮膚科[広報 2]
- 泌尿器科[広報 2]
- 耳鼻咽喉科[広報 2]
- 眼科[広報 2]
- 歯科
- 予防接種センター
- 人間ドック室
- リハビリテーション科[広報 2]
- 麻酔科[広報 2]
- 放射線科[広報 2]
- 中央臨床検査部[広報 2]
- 薬剤部[広報 2]
- 看護部[広報 2]
- 医療相談室

## 統合の模索
- 愛知県済生会リハビリテーション病院（当院から約600m北東）との統合協議なども行われたが、実現しなかった[1]。

### 広報資料・プレスリリースなど一次資料
1. 1 2 3 4 5 6 7  “当院の概要”.   名鉄病院. 2015年8月17日閲覧。
2. 1 2 3 4 5 6 7 8 9 10 11 12 13 14 15 16 17 18 19 20 21 22  “診療科目”.   名鉄病院. 2015年8月17日閲覧。